# Vojtěch Černý

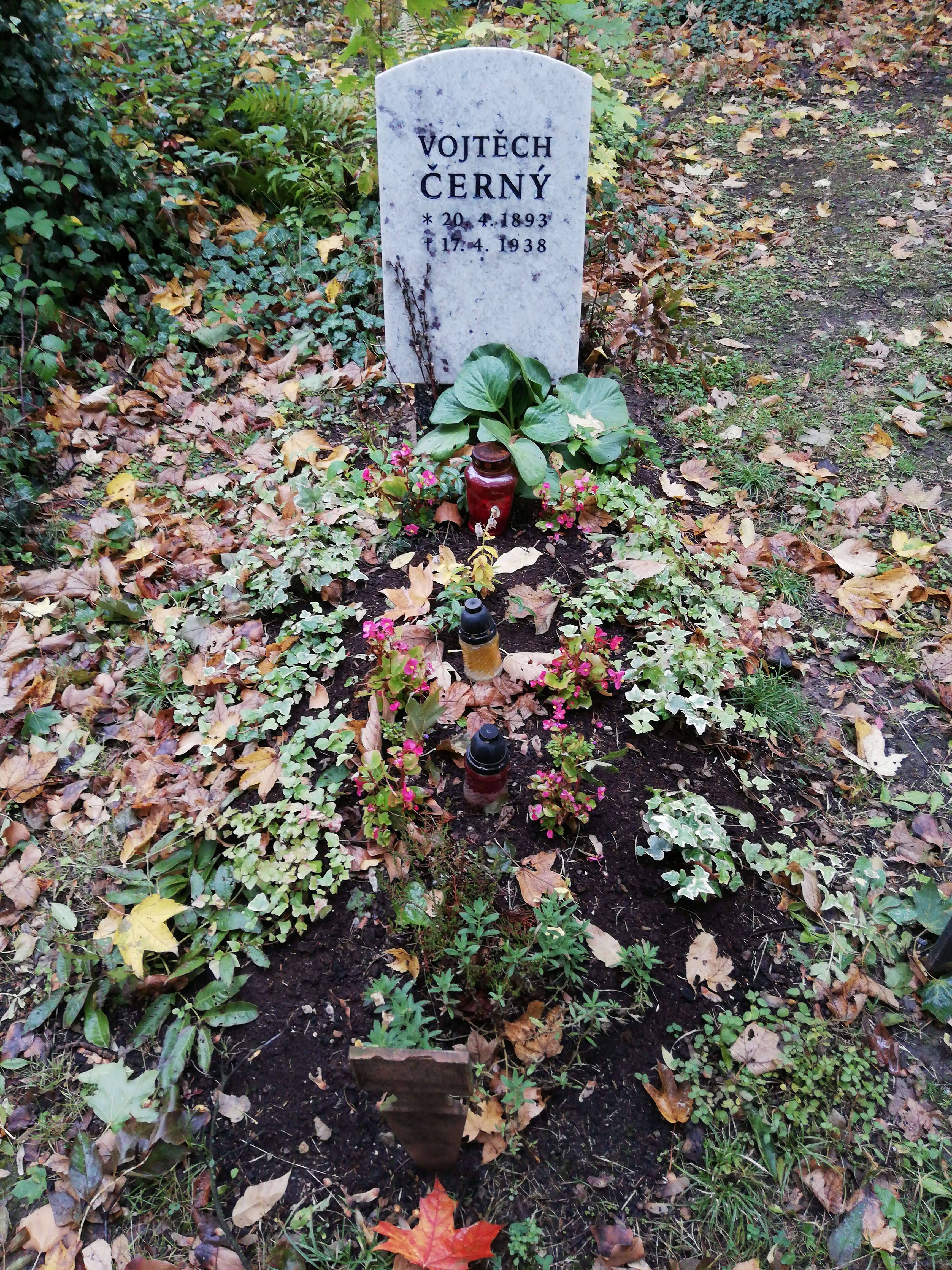
La tumba de Vojtěch Černý en Praga en el cementerio de Olšany (2ob, 21, 367)

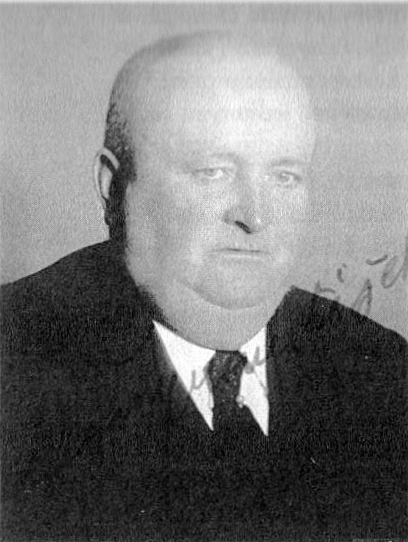
František Černý, hermano de Vojtěch

Vojtěch Černý (20 de abril de 1893, Velké Zboží, Poděbrady-17 de abril de 1938, Praga - Královské Vinohrady) fue miembro de la legión checoslovaca en Rusia durante la Primera Guerra Mundial, soldado profesional (suboficial) en el ejército checoslovaco de la Primera República y en la década de 1930 activista del primer movimiento homosexual en Checoslovaquia.

## Biografía

### Antes de la Primera Guerra Mundial
Vojtěch Černý nació el 20 de abril de 1893 en el pueblo de Velké Zboží. Terminó la educación obligatoria y trabajó como mozo de cuadra para el conde Kinski en Chlumec nad Cidlinou. Luego se formó como carnicero y trabajó en Viena de 1913 a 1914.

### I Guerra Mundial - Legión checolsovaca
Tras el estallido de la Primera Guerra Mundial, se alistó en el ejército austrohúngaro. Černý sirvió como soldado raso. Cayó en cautiverio ruso en el frente oriental el 7 de julio de 1916 en Okonsk, mientras servía en el 10.º Regimiento de Infantería Terrestre. En la legión checoslovaca en Rusia, inicialmente tuvo el rango de soldado raso y sirvió en el 2.º regimiento de fusileros. En la legión sirvió en el mismo regimiento que su hermano, František Černý. Dejó las filas de los legionarios del 2.º regimiento de caballería con el grado de sargento. En la batalla cerca de Zbóriv, Vojtěch Černý resultó herido: le dispararon en ambas pantorrillas y la metralla de una granada le hirió la pierna.

### Carrera militar
Vojtěch Černý regresó a la Checoslovaquia de posguerra en 1920 y en 1921 se convirtió en suboficial de profesión. Sirvió con el rango de capitán (desde 1927 en el rango de capitán de estado mayor) como soldado profesional en el regimiento de caballería número 2 en Olomouc, donde serviría durante la mayor parte de su carrera militar. En 1923 (por consejo de su hermano) Vojtěch Černý se casó. Sin embargo, los recién casados se separaron tras 3 meses de matrimonio, dejaron de comunicarse entre ellos, pero formalmente el matrimonio siguió siendo legalmente válido. En 1925, Černý se formó y se le asignó el puesto de subcomandante de un pelotón en Olomouc.
El 15 de abril de 1928, el cuartel general de la división de Olomouc recibió un informe anónimo que acusaba a Vojtěch Černý de tener relaciones sexuales con una persona del mismo sexo. La investigación posterior reveló que su equipo subordinado ya sabía de su homosexualidad desde 1926. Las cartas del sargento Jaroslav Šípal y el testimonio sobre sus reuniones secretas con Vojtěch Černý se presentaron como prueba.
El proceso penal contra Černý tuvo lugar ante el tribunal de división de Olomouc, donde fue condenado a una pena de prisión condicional de dos meses con un período de prueba de dos años. Además, Černý fue degradado a sargento primero y condenado a la pérdida de sus condecoraciones militares. En la apelación del fiscal militar, el Tribunal Militar Supremo modificó la sentencia de prisión en febrero de 1929 a 6 semanas de prisión sin libertad condicional. Černý presentó una solicitud de indulto y cancelación de la condena, ganando así tiempo y mudándose a Praga, donde ocupó un puesto en la administración de la revista Illustrovaný zpravodaj [Noticias ilustradas]. Sin embargo, en marzo de 1930, el Ministerio de Defensa Nacional no accedió a su solicitud y Černý terminó cumpliendo su condena incondicional en la prisión militar de Hradčany. La reasignación de la jubilación también estuvo asociada con la pérdida del derecho a una pensión militar. Tras cumplir su condena, Černý ya no fue aceptado en la administración de la revista Illustrovaný zpravodaj. En consecuencia, Černý prácticamente perdió la posibilidad de ser empleado en otra profesión en el sector público y sufrió un gran daño en su capacidad de mantenerse por la condena según el artículo 129 del código penal. No pudo encontrar otro trabajo permanente, por lo que dependía de su hermano František Černý, con quien también vivió temporalmente. Sin embargo, la situación financiera de František Černý no era buena. Como ex legionario y militar de la Primera República «retirado», František Černý recibía una pensión militar de 13 750 coronas checas por año, con las que se mantenía a sí mismo, a su esposa y a su hermano, Vojtěch Černý.

### RevistaHlas
A principios de la década de 1930, Vojtěch Černý encabezó un movimiento cuyo objetivo era abolir la criminalización de la homosexualidad en Checoslovaquia. Junto con su hermano František Černý, comenzó a publicar la revista Hlas seksiņi menšiny [Voz de la Minoría Sexual] en 1931. La publicación de la revista Hlas, que fue iniciada por ambos hermanos Černí en 1931, probablemente fue una empresa comercial destinada principalmente a asegurar que Vojtěch Černý, que estaba algo más involucrado en este asunto que František, obtuviese –en caso de éxito comercial de la revista– una fuente permanente de ingresos a través de una actividad independiente.
Sin embargo, la publicación de la revista se enfrentó constantemente a dificultades financieras desde el principio. A finales de octubre de 1931 František Černý se retiró tanto de la redacción de la revista como de todo el «movimiento de liberación de las minorías». A partir del número 13, que se publicó el 31 de octubre de 1931, aparecía Vojtěch Černý como propietario y editor responsable de la revista. A fines de 1931, los editores (o Vojtěch Černý) obtuvieron un préstamo de 25 000 coronas checas para apoyar la publicación de la revista. Fue proporcionado por Stanislav Sucharda y condicionado a la promesa de que sería empleado en la redacción de la revista con un salario mensual de 1000 coronas checas. Sin embargo, Vojtěch Černý despidió a Stanislav Sucharda de la oficina editorial después de dos meses y no devolvió el préstamo. Stanislav Sucharda denunció este hecho a la policía en 1933. Las finanzas para la publicación de la revista se obtuvieron en varias reuniones y reuniones, colectas en fiestas de San Nicolás y sobre la base de préstamos dudosos. Sin embargo, el plan de negocios de Vojtěch Černý no tuvo éxito y en abril de 1932 se retiró de la redacción de la revista. En el séptimo número de la revista –los siete números de la revista publicados en 1932 se realizaron con un nuevo nombre: Hlas. List sexuální menšiny [Voz. La hoja de la minoría sexual] –que se publicó el 7 de abril de 1932– los editores anunciaron el final de la revista.
El primer número de la revista de «heredera», Nový hlas [Nueva voz] se publicó el 1 de mayo de 1932. Los editores de Nový hlas compraron a Vojtěch Černý el inventario de su editorial en quiebra y el registro de lectores. La nueva redacción se comprometió a hacerse cargo de los derechos de los suscriptores de la revista hasta finales de 1932, a pesar de que Černý se negó frívolamente a dejar incluso una parte proporcional de la suscripción ya seleccionada para 1932 a la nueva redacción.
El final de la publicación de la revista significó un declive personal para Vojtěch Černý. Černý tomó prestados varios objetos y dinero de varias personas e instituciones privadas, pero no devolvió los préstamos ni las deudas. Los acreedores recurrieron a la policía para conseguir su dinero, pero la situación se complicó por el hecho de que Černý cambiaba a menudo sus subarrendamientos de Praga y no era fácil localizarlo. En 1934, por ejemplo, recorrió a hombres de negocios en algunas ciudades con guarnición, les presentó su próximo libro Nuestra ciudad y nuestra guarnición y recaudaba dinero de ellos para la publicidad que se suponía que iba a ser necesaria para la publicación.

### Últimos años
El 3 de marzo de 1935, Vojtěch Černý dirigió una carta al presidente Tomáš Masaryk con la solicitud de que su caso (después de las sentencias de 1928 y 1929) se incluyera en la amnistía que se esperaba en el 85.° aniversario del presidente. La solicitud de Černý fue remitida para su resolución al Ministerio de Defensa Nacional, que decidió anular su condena borrando la entrada en el registro de antecedentes penales. Esto abriría el camino para que Vojtěch Černá encontrase trabajo. Pero los demás castigos de Černé, la pérdida del grado militar, las condecoraciones y la pensión militar, se mantuvieron.
En solicitudes posteriores presentadas después del 3 de marzo de 1935, Vojtěch Černý buscó principalmente la devolución de su pensión militar. Sus gestiones se produjeron durante los años 1936 y 1937, con resultado negativo. En 1932, Černý todavía fue condenado en otro caso penal por el tribunal regional de Kutná Hora y los informes suyos elaborados por la jefatura de policía de Praga en 1937 hablaban de Vojtěch Černý como una persona que «no puede ser recomendada para la remisión de la pena, por reincidente». Incluso en su último intento de primavera de 1938, Vojtěch Černý no recibió una respuesta positiva a su solicitud de indulto y devolución de su pensión militar.
Vojtěch Černý presionó para obtener la autorización oficial para la creación de la Liga Checoslovaca para la Reforma Sexual y también participó en la creación de este movimiento. La Liga Checoslovaca para la Reforma Sexual se estableció en 1936. Hasta 1938, sin embargo, este movimiento no logró lograr la abolición del artículo 129 o su eliminación del código penal, que permitía el enjuiciamiento penal de la homosexualidad en Checoslovaquia.  Pero el movimiento en sí jugó un papel importante, principalmente porque sobre su base se desarrolló una red informal de apoyo y asesoramiento, que cubría todo el territorio de Checoslovaquia.
El 16 de abril de 1938, Černý fue nuevamente arrestado y acusado bajo el artículo 129 del código penal por relaciones homosexuales. En el aislamiento de la comisaría de policía en Královské Vinohrady, en la Pascua del 17 de abril de 1938, aprovechó que el alcaide estaba fuera por un tiempo y se suicidó colgándose de una cuerda que hizo de su camisa. El 18 de abril de 1938, su hermano František Černý y su esposa se presentaron en la comisaría, declarando que esperaban su suicidio –presuntamente lo había intentado en otra ocasión–, que conocían su orientación homosexual, que se habían  endeudado por su causa y que al final su vida también termina con su comportamiento vergonzoso.
El funeral de Vojtěch Černý tuvo lugar en el cementerio militar honorario del cementerio de Olšan. Se llevó a cabo con honores militares en presencia de sus muchos amigos y compañeros legionarios. A pesar de las actividades innegablemente positivas que desarrolló Vojtěch Černý, fue recibido de manera algo controvertida entre los homosexuales. Aunque hubo muchas personas que sintieron gratitud hacia él, también hubo bastantes que lo criticaron.